# Кавкаски жутаћ
Кавкаски жутаћ (лат. Colias caucasica), је врста лептира из породице белаца (лат. Pieridae).

## Опис врсте
Од златног жутаћа се разликује црвенкастом бојом крила и изразито брзим летом. Типичан планински лептир камењара и сипара.

## Распрострањење и станиште
У Европи се среће само на Балканском полуострву. У Србији се стотинак година сматрало да је опстао само на Копаонику, али су последњих година откривене колоније на Мучњу и Јавору.

## Биљке хранитељке
Основна биљка хранитељка је сребрница (Chamaecytisus hirsutus).